# Achuvoldrach
Achuvoldrach is een dorp aan de westelijke oevers van Kyle of Tongue in Sutherland in de Schotse Hooglanden.